# Klaus Herber
Klaus Herber (* 24. September 1958) ist ein ehemaliger deutscher Fußballtorwart. 1983 spielte er mit Chemie Böhlen in der DDR-Oberliga, der höchsten Spielklasse im DDR-Fußball.

## Sportliche Laufbahn
Seine ersten Spiele im Männerbereich bestritt Klaus Herber für die TSG MAB Schkeuditz in der drittklassigen Bezirksliga Leipzig. 1977 wurde er mit der Mannschaft Bezirksmeister und stieg mit ihr in die DDR-Liga auf. Nachdem er bis zum Oktober 1977 in sieben DDR-Liga-Spielen im Tor der Schkeuditzer gestanden hatte, wurde er im November zum Wehrdienst in die Nationale Volksarmee eingezogen. Dort konnte er in der Armeesportgemeinschaft (ASG) Vorwärts Dessau in der DDR-Liga weiter Fußball spielen. Er kam aber nicht an Thomas Alscher vorbei, sodass Herber während seiner Armeezeit nur auf sieben Ligaeinsätze kam.
1980 schloss er sich der Betriebssportgemeinschaft (BSG) Chemie Böhlen an, kam dort aber zunächst nur in der Bezirksligamannschaft bzw. in der Nachwuchsoberliga zum Einsatz. Erst als Chemie Böhlen 1981 aus der Oberliga abgestiegen war, wurde Herber zur DDR-Liga-Saison 1981/82 in den Kader der 1. Mannschaft aufgenommen. Dort war er aber nur zweiter Torwart hinter Freimuth Bott und wurde so nur in neun der 22 Punktspiele aufgeboten. Böhlen kehrte nach einem Jahr wieder in die Oberliga zurück, in der Herber 1982/83 zum Saisonende anstelle von Bott sieben Oberligaspiele bestritt. Die BSG Chemie schaffte nicht den Klassenerhalt und spielte 1983/84 wieder in der DDR-Liga. Da Bott seine Laufbahn beendet hatte, wurde Herber zur Nummer eins im Tor der BSG ernannt und kam in der Hinrunde zu zehn Ligaeinsätzen.
Nach der Winterpause wechselte er zum DDR-Ligisten Motor Babelsberg, wo er zunächst den dritten Torwart Thomas Wendorff ersetzte. Bis zum Sommer 1984 spielte Herber nur zweimal in der DDR-Liga. Zur  Spielzeit 1984/85 wurde er als zweiter Torwart hinter Rainer Köpnick nominiert, eroberte sich aber mit 22 Einsätzen in der mittlerweile 34 Runden währenden Saison den Stammplatz im Tor. Diesen konnte er auch in den zwei folgenden Spielzeiten verteidigen, indem er 47 der 68 Punktspiele bestritt. Auch für die Saison 1987/88 war Herber wieder als erster Torwart nominiert worden, konnte aber nur neun Ligaspiele absolvieren und wurde durch den Neuzugang Olaf Ludwig ersetzt. Am Saisonende beendete Klaus Herber, fast 30-jährig seine Laufbahn im Leistungssport. Seit 1977 hatte er sieben Oberligaspiele und 113 Spiele in der DDR-Liga bestritten.